# Musa coccinea
Musa coccinea is een plant uit de familie Musaceae. Het is een verwant van de planten die de bekende eetbare bananen voortbrengen. Het is een rechtopstaande, tot 4 m hoge, overblijvende, kruidachtige plant met een krachtige wortelstok. De bladschedes en de bladstelen vormen een schijnstam. De bladeren zijn langgesteeld, breed-elliptisch, glad en gaafrandig.
De bloemen groeien in rechtopstaande, langwerpige bloeiwijzen die aan het uiteinde van een schijnstam ontstaan. De schutbladeren zijn felrood gekleurde bracteeën. De individuele bloemen zijn onooglijk en groeien in de oksels van de bracteeën. De vruchten zijn rozerode, banaanachtige vruchten die echter niet eetbaar zijn.
De plant komt oorspronkelijk uit tropisch Azië waar hij voornamelijk voorkomt in laaglandregenwouden. De soort komt echter ook voor in secundaire bossen, vloedbossen en op open plekken. In Midden-Amerika is de soort ingevoerd en daar tevens verwilderd.
De plant wordt vanwege zijn opvallende bloeiwijzes als sierplant gecultiveerd.